# Voluta
Voluta je arhitektonski okrasni element v obliki spirale ali polža. Predstavlja osnovo za jonski slog/red in se nahaja v glavnem jonskem stebru. Pozneje je bila vključena v korintski slog/red in sestavljene stebrne kapitele. Štiri običajno najdemo na jonskem kapitelu, osem v sestavljenih kapitelih in manjše različice (včasih imenovane helix) na korintski kapitelih.
Beseda izhaja iz latinske voluta (polž). Ornament se zgleduje po krivulji rogov ovna ali pa je bil izpeljan iz naravne spirale v ovuli vrste detelje, ki jo najdemo v Grčiji. Druga možnost je, da je preprosto geometrijskega izvora.
Ornament se uporablja kot element renesančne in baročne arhitekture in je pogost okras pri oblikovanju pohištva, srebra in keramike. Postopek priprave kompleksne geometrije je bil izdelan po starem rimskem arhitektu Vitruviju za klasične zgradbe in objekte.